# Eurylaimus javanicus
Il beccolargo fasciato o eurilaimo di Giava (Eurylaimus javanicus Horsfield, 1821) è un uccello passeriforme della famiglia degli Eurilaimidi.

## Descrizione

### Dimensioni
Misura circa 20-23 cm di lunghezza, coda compresa.

### Aspetto

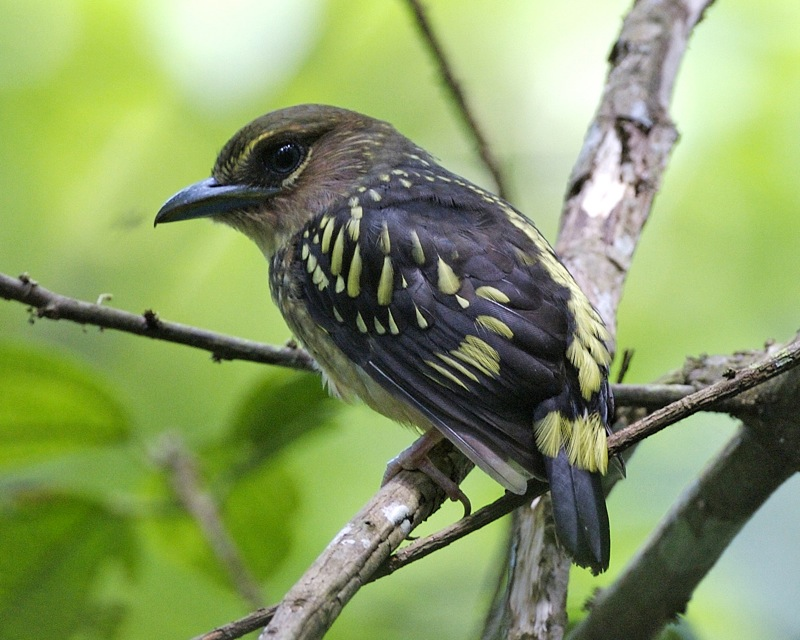
Una femmina in Borneo settentrionale.

Si tratta di uccelli dall'aspetto massiccio, muniti di una grossa testa, di un collo corto e largo e di becco largo e leggermente uncinato in punta, nel complesso dall'aspetto simile a piccoli corvidi.

La livrea si presenta di color cannella su schiena, petto, ventre, fianchi e testa, con quest'ultima che (tranne guance e nuca) è più scura e spesso presenta una mascherina nera fra la base del becco e gli occhi, mentre su basso ventre e sottocoda sono presenti decise sfumature giallo-arancio ed il petto è quasi violaceo: talvolta fra quest'ultimo e la gola passa una sottile banda più scura. Le ali e la coda sono nere, le prime con alcune copritrici gialle e remiganti munite di bordi dello stesso colore, la seconda con la faccia inferiore delle penne munita di una banda bianca e col codione giallo: anche il dorso è dello stesso colore. Gli occhi sono grandi e grigio-azzurrognoli, il becco è di color avorio-azzurrino con margini nerastri, le zampe sono di color carnicino. Il dimorfismo sessuale in questa specie è piuttosto evidente, con la femmina che presenta colorazione molto più tendente al bruno, assenza di mascherina nera (sostituita spesso da due sottili bande gialle che passano sopra e sotto l'occhio) e giallo alare più frazionato rispetto al maschio.

## Biologia

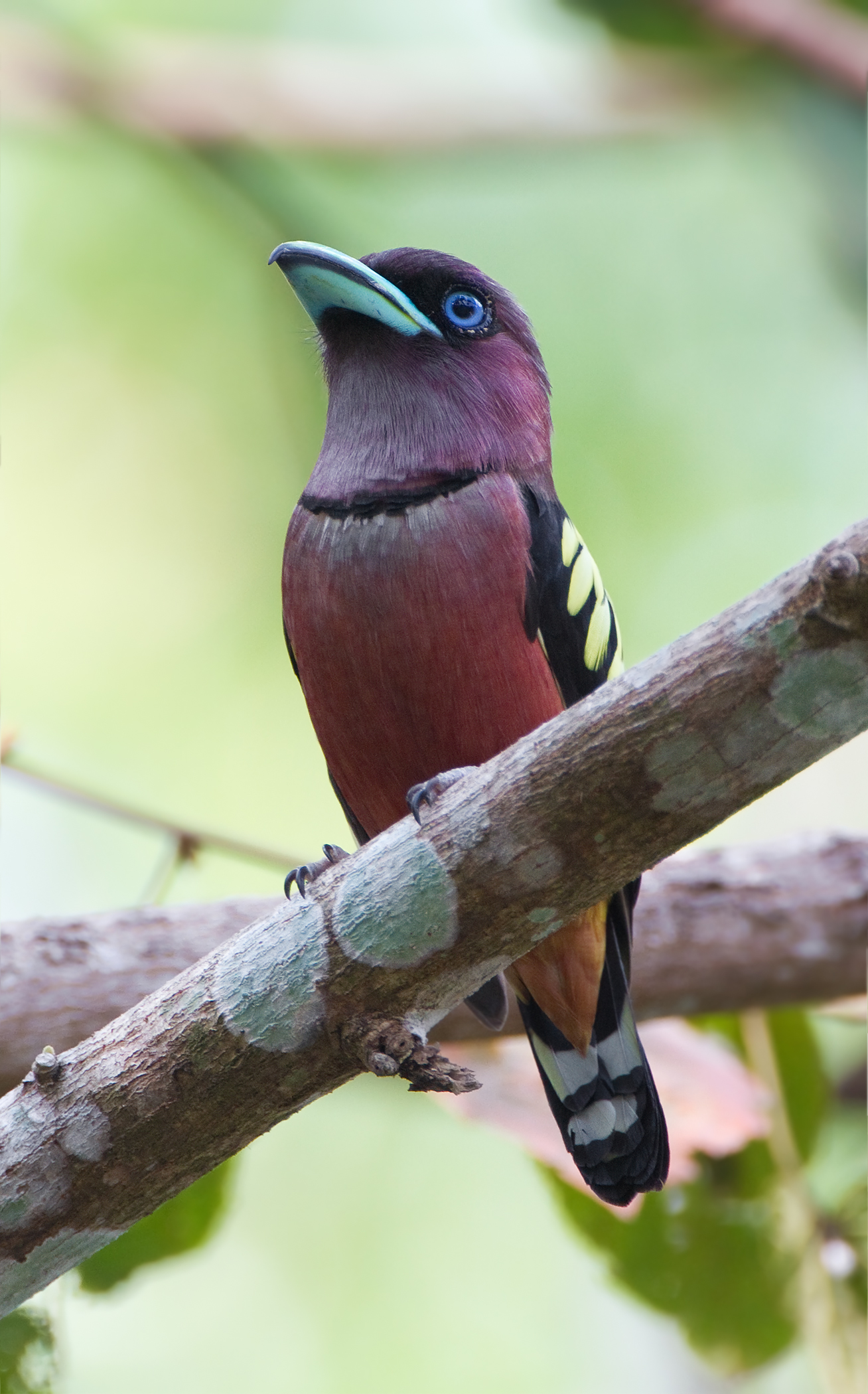
Un maschio in Thailandia.

Si tratta di uccelli diurni che vivono perlopiù da soli o in coppie e passano la maggior parte della giornata alla ricerca di cibo fra la vegetazione arborea, rimanendo quasi immobili su posatoi preferenziali e cercando a vista le prede fra il fogliame.

### Alimentazione
L'eurilaimo di Giava è un uccello essenzialmente insettivoro, con dieta composta perlopiù d'insetti, delle loro larve e di altri invertebrati, ma che di tanto in tanto cattura anche piccoli vertebrati come rettili e anfibi: questo uccello può inoltre nutrirsi di frutta matura e bacche.

### Riproduzione
Il nido è piriforme e pendente da un ramo, generalmente situato piuttosto vicino al tronco: al suo interno la femmina depone 3-4 uova, che vengono covate a turno da ambedue i sessi per circa due settimane e mezzo. Anche le cure parentali verso i pulli, ciechi e implumi alla nascita, sono appannaggio di entrambi i sessi: i nidiacei sono in grado d'involarsi attorno alle tre settimane dalla schiusa.

## Distribuzione e habitat
A dispetto del Nome, l'eurilaimo di Giava non vive unicamente nell'omonima isola, ma occupa un areale piuttosto vasto che comprende anche Sumatra, il Borneo, la penisola malese, l'Indocina meridionale, la Thailandia e la Birmania centro-meridionale. Il suo habitat d'elezione è rappresentato dalla foresta pluviale umida fino a 1100 m di quota, ma lo si può osservare anche in foreste non troppo dense e perfino in aree antropizzate, come piantagioni e parchi o giardini alberati.

## Tassonomia

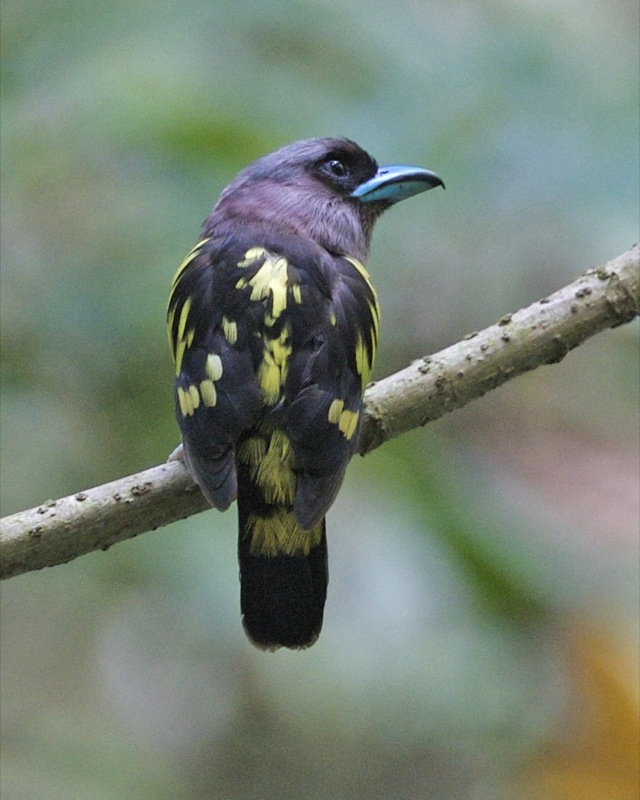
Esemplare della sottospecie E. j. brookei nel Sabah.

Se ne riconoscono quattro sottospecie:
- Eurylaimus javanicus javanicus, la sottospecie nominale e l'unica sprovvista di banda pettorale, diffusa a Giava;
- Eurylaimus javanicus brookei Robinson & Kloss, 1919, diffusa in Borneo e nelle isole Natuna;
- Eurylaimus javanicus harterti van Oort, 1909, diffusa a Sumatra e nelle vicine isole Riau, Bangka e Belitung;
- Eurylaimus javanicus pallidus Chasen, 1935, diffusa nella porzione continentale dell'areale occupato dalla specie;

Una quinta sottospecie, Eurylaimus javanicus friedmanni, viene attualmente accorpata alla sottospecie E. j. pallidus, della quale rappresenta la popolazione più settentrionale.